# Rosa chinensis
Ne doit pas être confondu avec Hibiscus rosa-sinensis ou Rose Bengale.
Espèce
Classification phylogénétique
Le Rosier de Chine (Rosa chinensis) est une espèce de plantes à fleurs de la famille des Rosaceae. C'est un rosier classé dans la section des Chinenses originaire du centre de la Chine (Guizhou, Hubei et Sichuan).
Certaines variétés de Rosa chinensis sont appelées « rosier du Bengale » ou « Bengale rose » avec le nom latin de Rosa indica, synonyme de Rosa chinensis.

## Description
C'est un arbrisseau pouvant atteindre 1 à 2 mètres de haut, poussant dans les haies ou formant des fourrés.
Les feuilles imparipennées ont généralement trois à cinq folioles, chaque foliole, lancéolée-acuminée, ayant 3 à 6 cm de long sur 1 à 3 cm de large.
Chez les formes sauvages (parfois classées comme Rosa chinensis var. spontanea), les fleurs, de 5 à 6 cm de diamètre, ont cinq pétales de couleur vive, rose à rouge. Elles sont solitaires ou groupées en faible nombre (3).
Les fruits ont  1 à 2 cm de diamètre.

## Taxonomie et classification
La première publication de Rosa chinensis est donnée par Nikolaus Joseph von Jacquin en 1768 dans le nº3 de la revue Observationum Botanicarum (p. 7 & planche 55).

## Utilisation
Cette espèce est très largement cultivée en Chine comme plante ornementale ; de nombreux  cultivars ont été sélectionnés pour leurs fleurs de couleurs variées, aux nombreux pétales (fleurs semi-doubles, doubles ou pleines).
L'espèce a joué également un rôle important dans la création de nombreuses roses de jardins modernes, dont les roses hybrides de thé et est à l'origine des variétés dites « remontantes », c'est-à-dire à floraison continue, ou refleurissant en été.
Les fleurs et les fruits sont employés dans la médecine traditionnelle chinoise pour le traitement des règles irrégulières ou douloureuses, ainsi les pétales de la Rosa chinensis compte jusqu’à 27 feuilles .

## Mutations deRosa chinensis

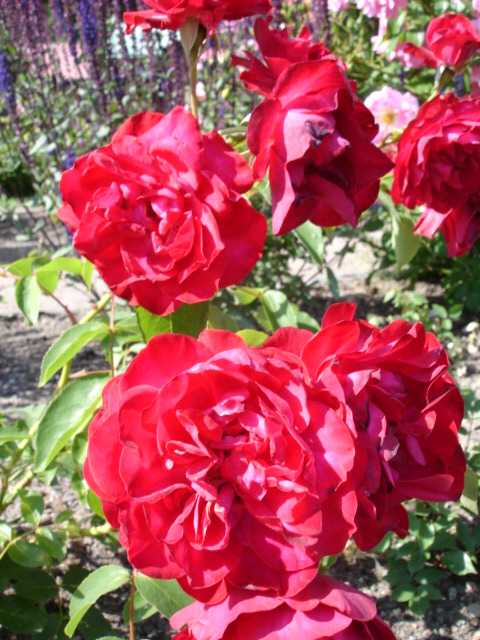
Rose 'Bengale Rouge'.

- Rosa chinensis 'Spontanea' ou 'Henry's Crimson China', présent en Chine et naturalisé en Inde, est un buisson à fleurs simples rouges en juin. C'est un des parents de Rosa odorata, donc de toutes les roses hybrides de thé, et en conséquence de la majorité des roses modernes.
- Rosa chinensis Semperflorens, rosier du Bengale rouge, 'Old Crimson China' aux fleurs rouges, odorantes, demi-doubles qui fleurissent de juin à octobre. C'est une mutation de Rosa chinensis 'Spontanea' cultivée dans les jardins chinois.
- Rosa chinensis 'Minima' et Rosa chinensis 'Pumilla' ou 'Pompon de Bengale', rosiers nains, qui sont ou ont donné par mutation 'Rouletii',
- Rosa chinensis 'Viridiflora', mutation à fleurs vertes et floraison remontante,
- Rosa chinensis 'Mutabilis', mutation ou hybride de Rosa odorata.

## Hybrides deRosa chinensis
- Hybrides directs encore cultivés :
  - 'Rouletii' et 'Pompon de Paris', rosiers nains à petites fleurs groupées doubles rose pâle ;
  - 'Old Blush', cultivar chinois très ancien d'un rosier à fleurs roses semi-doubles, odorantes qui fleurit très longtemps. Ancêtre des rosiers Noisette et Bourbon.
  - 'Cramoisi Supérieur', 'Gloire des Rosomanes', 'Hermosa', 'Fallemberg' ou 'Belle Marseillaise' pour citer quelques-uns de ceux qui sont encore cultivés,
- Rosa odorata (qui Rosa chinensis × Rosa gigantea) qui sont quelquefois classés avec les chinensis, ce qui est une erreur. Ce sont des hybrides cultivés chinois, et non des formes spontanées.
  - Rosa indica 'Odorata' ou 'Rosa indica flagrens' ou 'Hume's Blush Tea-scentes China', le premier arrivé en Europe, à fleurs semi-doubles rose clair, parent des roses thé, dessiné par Redouté car acheté malgré le blocus par Joséphine de Beauharnais pour sa roseraie,
  - 'Park's Yellow Tea-scentes China', à fleurs doubles jaune clair,
  - 'Fortune's Double Yellow', jaune cuivré.
- Hybrides de Rosa odorata :
  - rosiers Noisette : 'Blush Noisette' ('Old Blush' × Rosa moschata) et ses descendants, Noisette et thé-Noisette dont le célèbre 'Madame Alfred Carrière'
  - rosiers Bourbon : Rosa chinensis × Rosa gallica et Rosa damascena 'Semperflorens
  - rosiers Thé ou rosiers à odeur de thé : Rosa odorata × rosiers Bourbons ou rosiers Noisette
  - rosiers thé-polyantha : rosiers thé × rosiers polyantha
- hybrides remontants : croisements de ces différents hybrides de Rosa chinensis,
- hybrides de thé : hybrides remontants × rosiers thé dont le premier est 'La France' obtenu par Guillot en 1867[2].